# Комо (провінція)
Провінція Комо (італ. Provincia di Como) — провінція в Італії, у регіоні Ломбардія, що налічує 600 063 мешканців. Головним містом провінції є Комо.

## Географія
Межує на півночі і на заході з Швейцарією (кантони Тічино і Граубюнден), на сході з провінцією Сондріо і провінцією Лекко, на півдні з провінцією Монца і Бріанца, на заході з провінцією Варезе.
Має один анклав на території Швейцарії, представлений муніципалітетом Кампьоне-д'Італія, розташований на озері Лугано, на відстані 746 м від основної території провінції.
Історична територія провінції була набагато більшою і включала до 1927 частину провінції Варезе і до 1992 майже всю провінцію Лекко.
Територія провінції можна поділити на сім гомогенних географічних зон, починаючи з півночі та спускаючись на південь:
- Alto Lario Occidentale до складу якої входять муніципалітети між Кремією та Соріко, а також долини, що простяглися поблизу;
- зона Alpi Lepontine Meridionali до складу якої входять муніципалітети між Гріанте і Сан Сіро, а також муніципалітет Черезіо та долини (Вал Каварна (Val Cavargna) та Валсолда);
- зона Lario Intelvese до складу якої входять усі муніципалітети Вал д'Інтелві (Val d'Intelvi), територія озера Комо між Черноббіо і Ардженіо та Тремедзіна (Tremezzina);
- територія Triangolo Lariano (Ларіанського трикутника) до складу якої увійшли Валассіна, Ерба, Канцо , Вальброна та муніципалітети між Блевіо і Белладжо;
- територія Como e dintorni (Комо та околиці) належить головному місту провінції (Комо) та межуючим з ним муніципалітетам;
- до території Olgiatese входять північні муніципалітети та селища на межі з швейцарським округом Мендрізіо і з провінцією Варезе;
- та bassa Brianza Comasca, є частиною бряндзойської території та включає до складу території Канту та Маріано-Коменсе — два найбільш населені центри після Комо.

## Основні муніципалітети
Найбільші за кількістю мешканців муніципалітети (ISTAT, 31/12/2007):
| Ном. | Герб | Муніципалітет   | Населення (осіб) | Площа (км²) | Густота (ab/км²) | Висота (м.н.р.м.) |
| ---- | ---- | --------------- | ---------------- | ----------- | ---------------- | ----------------- |
| 1°   |      | Комо            | 83.836           | 37,63       | 2228             | 201               |
| 2°   |      | Канту           | 38.147           | 23,18       | 1632             | 370               |
| 3°   |      | Маріано-Коменсе | 23.181           | 13,72       | 1680             | 256               |
| 4°   |      | Ерба            | 17.005           | 18,13       | 935              | 320               |
| 5°   |      | Олджате-Комаско | 11.127           | 10          | 1110             | 400               |
| 6°   |      | Лурате-Каччівіо | 10.073           | 5,92        | 1711             | 319               |
| 7°   |      | Фіно-Морнаско   | 9.309            | 7,26        | 1266             | 334               |
| 8°   |      | Ломаццо         | 8.974            | 9,36        | 947              | 296               |
| 9°   |      | Черменате       | 8.943            | 8,1         | 1098             | 297               |
| 10°  |      | Турате          | 8.800            | 10,12       | 863              | 240               |

## Історія
Археологічні відомості щодо присутності людей на комаській території відносять нас до палеолітського періоду.
Так, останні відкриття 2006 свідчать про наявність неандертальців близько 50.000-60.000 років тому, сліди їх перебування знайшли у Ведмежому гроті (Grotta dell'Orso) поблизу поселення Ербонне муніципалітету Сан Феделе Інтелві.

Інші докази було знайдено у гроті Буко дель пйомбо (Buco del piombo) поблизу містечка Ерба, які, без сумніву, належать мустьєрській культурі епохи палеоліту. Цей грот населяли, хоча і з перервами від 30 000 до 10 000 років тому, перші люди; навряд чи його населяли неандертальці або ж докази їхнього перебування у гроті зникли з появою людей.
До цього ж періоду відносять і кремнієві накінечники знайдені у місцевості Танун (Tanun) на схилах поблизу Козії (Cosia).
Ці античні знахідки підтверджують наявність мисливців — народів, які спочатку займалися збиральництвом та згодом перейшли з рівнин на преальпійські схили та зайнялися полюванням на великі стада травоїдних тварин.
Інші, більш ранні знахідки поблизу містечка Ербонне, відносять до епохи мезоліту, вони датуються близько 10 000 роками тому, і знайдені на горі Корніццоло (Cornizzolo). Вони також належать племенам мисливців.
Залишки ж поблизу Монтано Лучіно є доказом осілого життя людей близько 6 000 років тому.
З приходом неоліту, нової кам'яної доби, відбувається справжня революція у стилі життя. Людина починає займатися тваринництвом та агрокультурою, навчається осілому способу життя, відкриває колесо, практикує ткацтво i гончарство. Давніша фаза характеризується виробленням глиняних ваз прямокутної форми, а останні вироби нової кам'яної доби характеризуються наявністю отворів та округлою формою ваз. Не існує поховальних традицій.
Рештки датовані цим періодом знайшли в озері Варезе і в містечку Лагоцца (Lagozza), в Кастель Гранде (Castel Grande) селища Беллінцона у Швейцарії та в Монтано Лучіно.

## Клімат
Температура коливається близько -5/+5 °C у січні та близько +20/+30 °C у липні. Провінція розташована на передальпійській території, завдяки чому клімат є напів-континентальним. Зими у цілому холодні, а літо жарке та задушливе. Винятком є Ларіанське узбережжя (в основному Тремедзіна), на якому клімат є надзвичайно м'яким. Вологість повітря дуже висока протягом всього року.
| COMO                          | Місяці | Місяці | Місяці | Місяці | Місяці | Місяці | Місяці | Місяці | Місяці | Місяці | Місяці | Місяці | Пора | Пора | Пора | Пора | Рік  |
| COMO                          | Січ    | Лют    | Бер    | Кві    | Тра    | Чер    | Лип    | Сер    | Вер    | Жов    | Лис    | Гру    | Зим  | Вес  | Літ  | Осі  | Рік  |
| ----------------------------- | ------ | ------ | ------ | ------ | ------ | ------ | ------ | ------ | ------ | ------ | ------ | ------ | ---- | ---- | ---- | ---- | ---- |
| Темп. макс. (°C)              | 6.6    | 8.8    | 12.7   | 17.1   | 21.1   | 25.4   | 28.3   | 27.1   | 23.6   | 18.1   | 11.6   | 7.7    | 7.7  | 17   | 26.9 | 17.8 | 17.3 |
| Темп. мін. (°C)               | 0.4    | 1.5    | 4.6    | 8.1    | 11.6   | 15.7   | 18.1   | 17.5   | 14.0   | 10.0   | 5.2    | 1.4    | 1.1  | 8.1  | 17.1 | 9.7  | 9    |
| Опади (мм)                    | 69     | 76     | 117    | 107    | 161    | 134    | 85     | 136    | 116    | 125    | 129    | 63     | 208  | 385  | 355  | 370  | 1318 |
| Дні опадів (≥ 1 мм)           | 6      | 6      | 8      | 9      | 12     | 10     | 7      | 9      | 7      | 7      | 8      | 6      | 18   | 29   | 26   | 22   | 95   |
| Абсолютна геліофанія (години) | 3.2    | 3.7    | 4.5    | 5.4    | 5.4    | 6.7    | 7.6    | 6.9    | 5.6    | 4.4    | 3.0    | 3.1    | 3.3  | 5.1  | 7.1  | 4.3  | 5    |